# La Forteresse
La Forteresse – miejscowość i gmina we Francji, w regionie Owernia-Rodan-Alpy, w departamencie Isère.
Według danych na rok 1990 gminę zamieszkiwało 251 osób, a gęstość zaludnienia wynosiła 27 osób/km² (wśród 2880 gmin regionu Rodan-Alpy La Forteresse plasuje się na 1377. miejscu pod względem liczby ludności, natomiast pod względem powierzchni na miejscu 1176.).